# Prožura
Prožura (tal. Progiorra ili Prosùra) je naselje na otoku Mljetu. Nalazi se na sjevernoj strani otoka. Prožura se nalazi u kopnu, a Prožurska Luka izgrađena je kao ribarska luka na obali Mljetskog kanala.

## Povijest
Prožura je nastala dolaskom slavenskog stanovništva na Mljet u isto vrijeme kad i Vrhmljeće i Babino Polje. Smještena je u udolini, potpuno skrivena iza sjevernog rubnog brijega, a pod uzvisanama Mužanje i Spas. Prvi pisani dokument o mjestu dolazi iz 1345. godine. Bila je to isprava koju je napisao jedan od opata iz samostana na otočiću Svetoj Mariji na Velikom jezeru. Naselje se spominje pod nazivom Progsuri.
Pop Luka, mljetski kančelir, oporučno je ostavio 30. studenog 1447. godine svoj posjed na Mljetu, ukljućujući crkvu Sv. Trojice u Prožuri, lokrumskim benediktincima, koji su na taj način opet došli do posjeda na Mljetu. Oko te crkvice i oko samostana niknut će cijelo naselje, koje je arhitektonski do danas ostalo skoro pa potpuno očuvano.
Usred naselja izgrađena je velika četverokutna kula koja je za vrijeme gusarskih napada služila kao sigurno utočište lokalnom stanovništvu. U vrijeme napada i totalnog razaranja Okuklja napadnuta je bila i Prožura.
Za potrebe ribolova, čuvanja ribarskog alata i popravka svojih galija i čamaca, stanovništvo se Prožure spustilo na more i, gradeći male magazine, stvorili su temelje budućeg naselja, Prožurske Luke (Porta).
Prožura je od svojeg osnutka pa do danas konstantno naseljena, dok je Prožurska Luka, jednako kao i Okuklje, stalno naseljena tek od 1981. godine.

## Stanovništvo
Prožura je jedno od prvih slavenskih naselja na otoku, nastala je kad i Vrhmljeće i Babino Polje. Stanovništvo se već godinama smanjuje, što zbog odlaska stanovnika s otoka, ali i zbog silaska stanovnika u Prožursku Luku. Popisom stanovnika iz 2001. godine u Prožuri su živjela 53 stanovnika.

### Kretanje stanovnika
| broj stanovnika | 155   | 153   | 180   | 181   | 170   | 184   | 179   | 192   | 217   | 208   | 182   | 149   | 121   | 78    | 53    | 40    | 26    |
|                 | 1857. | 1869. | 1880. | 1890. | 1900. | 1910. | 1921. | 1931. | 1948. | 1953. | 1961. | 1971. | 1981. | 1991. | 2001. | 2011. | 2021. |

## Gospodarstvo
Stanovnici Prožure i Prožurske Luke su se ranije bavili poljoprivredom, ribarstvom (zbog neposredne blizine Prožurske blatine, stanovnici su se ranije bavili i izlovom jegulja) i izvozom svojh dobara u Dubrovnik. U drugoj polovici 20. stoljeća postojala je direktna brodska veza s Dubrovnikom, ali je zbog neisplativosti ukinuta. Danas ova dva naselja svoje gospodarstvo temelje na ribarstvu, ugostiteljstvu i turizmu.

## Galerija
- Kula
- Crkva svetog Martina
- Crkva svete Trojice
- Crkva svetog Roka
- Spomen-ploča Matu Graciću